# هریس هیل (نیویورک)
هریس هیل (به انگلیسی: Harris Hill) یک منطقهٔ مسکونی در ایالات متحده آمریکا است که در شهرستان ایری، نیویورک واقع شده‌است. هریس هیل ۱۰٫۵ کیلومتر مربع مساحت و ۵٬۵۰۸ نفر جمعیت دارد و ۲۲۲ متر بالاتر از سطح دریا واقع شده‌است.